# Ryan Thomas
Ryan Thomas (nascut el 5 de març de 1995) és un futbolista neozelandès que actualment juga com a davanter pel PEC Zwolle.

## Trajectòria esportiva
Thomas començà la seva carrera futbolística amb el Melville United de la ciutat neozelandesa de Hamilton. Allí hi va jugar fins al juliol de 2011 quan va ser transferit gratuïtament al Waikato FC del Campionat de Futbol de Nova Zelanda.
Va debutar amb el Waikato FC en un partit local contra l'Auckland City FC en què van perdre 5 a 1. Uns mesos després Thomas va marcar el seu primer gol en el futbol professional en un partit en què perderen 2 a 4 contra el Hawke's Bay United. Al llarg de la temporada en la lliga va jugar en un total de 12 partits.